# Francisco Coss
General Francisco Coss Ramos fue un militar mexicano que participó en la Revolución mexicana.

## PLM
Nació en Ramos Arizpe, Coahuila, el 15 de agosto de 1879, fueron sus padres don Florencio Coss y María Paula Ramos. De familia muy humilde, no tuvo estudios y desde muy joven trabajó en una de las minas cercanas. Fue miembro del Partido Liberal Mexicano. En 1906 participó en el levantamiento magonista de Las Vacas, Coahuila, por lo que fue perseguido, teniendo que exiliarse en Estados Unidos durante varios años.

## Maderismo
En 1910 se incorporó al movimiento maderista con el grado de Sargento segundo, operando en Coahuila; después de la Revolución Maderista alcanzó el grado de teniente coronel. Incorporándose durante la presidencia de Francisco I. Madero como jefe de un grupo de nuevos rurales, y en 1912 combatió a los orozquistas. 

## Constitucionalismo
En marzo de 1913, con la muerte de Madero y la entrada de Victoriano Huerta al poder se unió al movimiento constitucionalista, y fue adscrito a las fuerzas de Pablo González Garza. Se mantuvo leal a Venustiano Carranza en el conflicto con Francisco Villa y desconoció la Convención de Aguascalientes en la cual destacó al principio como activo orador. En 1915 fue designado gobernador provisional de Puebla, Morelos y Tlaxcala ya con grado de general.

## Ejército Mexicano
Se rebeló contra Venustiano Carranza durante la presidencia constitucional de éste y dio su apoyo a Espinoza Mireles como gobernador de Coahuila, en lugar de Luis Gutiérrez Ortiz, hermano de Eulalio Gutiérrez Ortiz. En 1923 secundó la Rebelión delahuertista y tras el fracaso de esta se exilió en Estados Unidos. Regresó a México en 1942 y reingresó al Ejército Mexicano. Murió en Saltillo, Coahuila, en 1961. Sus restos descansan en el panteón de Santiago, en Saltillo, Coah.